# Heritiera javanica
Heritiera javanica är en malvaväxtart som först beskrevs av Carl Ludwig von Blume, och fick sitt nu gällande namn av André Joseph Guillaume Henri Kostermans. Heritiera javanica ingår i släktet Heritiera och familjen malvaväxter. Inga underarter finns listade i Catalogue of Life.